# Стратегическая морская система воздушной разведки и наблюдения ВМС США
Стратегическая морская система воздушной разведки и наблюдения ВМС США (англ. Broad Area Maritime Surveillance) — проект системы воздушной разведки и наблюдения за обстановкой в морских и океанских районах на основе беспилотных летательных аппаратов, который был выбран командованием ВМС США по результатам проведённого в 2007-2008 годах конкурса. Заявленная стоимость проекта — 1,16 трлн долларов.

## Разработчики
Система будет создана в основном фирмой «Northrop Grumman Corporation» в течение 5-6 лет.